# 5327 Gertwilkens
5327 Gertwilkens eller 1989 EX1 är en asteroid i huvudbältet som upptäcktes den 5 mars 1989 av den tjeckiske astronomen Zdeňka Vávrová vid Kleť-observatoriet. Den är uppkallad efter Gert Wilkens.
Asteroiden har en diameter på ungefär 12 kilometer och den tillhör asteroidgruppen Klio.